# Mabel Olea i Alarcón
Mabel Olea i Alarcón   (Lleida, 13 de setembre de 1997) és una ballarina, artista performativa i coreògrafa catalana influïda pel teatre butoh.

## Trajectòria
Graduada al Conservatori Superior de Dansa de Barcelona a l'especialitat de Coreografia i Interpretació.
En les seves obres critica qüestions socials relacionades amb la imatge, la sexualització dels cossos, l'imperatiu d'agradar als altres o els conflictes derivats de l'exposició a les xarxes socials a internet.
Després de treballar a Comedia sin título, sota la direcció de Marta Pazos, i de participar en la cançó «Ay mamá» de Rigoberta Bandini, el 2022 va estrenar Japan al Sant Andreu Teatre, el seu primer espectacle multidisciplinari de gran format que defineix com una «carta d'amor a la manca de destresa». També ha format part d’espectacles com Supermedium de Núria Guiu o Arsènica de les Impuxibles i ha treballat també per a altres creadores com Marta Pazos, l’Agrupació Sr. Serrano, Javier Calvo, Javier Ambrossi, Rigoberta Bandini o J. Balvin, entre d'altres.